# Joachim Spies
Joachim Owe Friedrich Spies (20. september 1780 i Reinfeld – 7. august 1844 i Teplitz-Schönau) var en holstensk regeringspræsident.
Han var søn af justitsråd, amtsforvalter i Reinfeld Christian Friedrich Spies (1735-1808) og Clara Cathrina født Schultzen (1748 - 10. marts 1790), tog 1803 juridisk eksamen i Glückstadt, blev året efter kancellist i Tyske Kancelli, 1807 kancelliråd, 1810 assessor, 1811 justitsråd og 1813 deputeret samt etatsråd, 1821 kansler ved Overretten på Gottorp Slot, 1822 Ridder af Dannebrogordenen, 1824 Dannebrogsmand, 1826 Kommandør af Dannebrog, 1828 Storkors, 1836 præsident for regeringen i Slesvig by og gehejmekonferensråd. Han døde ugift 7. august 1844 i Töplitz, hvor han er begravet.
Spies, som var en dygtig embedsmand og stod i høj gunst hos Frederik VI, var en ivrig modstander ikke alene af alle frihedsbestræbelser, men også af både Frederik VI's og Christian VIII's bestræbelser for at hævde det danske sprogs ret i Sønderjylland. Medens han var assessor i Kancelliet, "henlagde" dette Frederik VI's sprogreskript af 15. december 1810, som befalede, at hvor dansk var hvermands sprog, skulle det tyske sprogs brug ved gudstjeneste, skoleundervisning og rettergang ophøre og dansk træde i stedet. Følgen af henlæggelsen blev, at reskriptet aldrig kom til at træde i kraft, og Frederik VI vides ikke senere at have mindet Kancelliet om sagen. Spies er, måske med urette, blevet mistænkt for at have været ophavsmanden i denne bedrift, i hvilken han i hvert fald har været meddelagtig, thi da Christian VIII samtidig med sprogreskriptet af 14. maj 1840 forlangte oplysninger af regeringen i Slesvig om, i hvilke distrikter af Slesvig kirke- og skolesproget var forskelligt fra folkesproget, lagde Spies sagen til side og svarede ikke, hvilket kongen først opdagede 1845, da Spies var død.